# 愛国交親社
愛国交親社（あいこくこうしんしゃ）は、明治前期の政社。

## 解説
内藤魯一が設立した愛知県交親社から尾張組が独立し、荒川定英、庄林一正らにより1880年（明治13年）に創立。２人はそれぞれ社長、副社長を務めた。
愛国主義の拡充や国権挽回を目標として掲げ、反政府感情を持つ貧農や都市細民が多く参加し、岐阜県にも勢力を拡大した。
社員による自由党党員の傷害事件をきっかけにして、1884年（明治17年）に解散した。

## References
1. ↑  https://websv.aichi-pref-library.jp/aichiportal/list/kensi/06_tsuushi_kindai_1_mokuji.pdf